# Адената
Адената (Аден ата; каз. Әдената, до 2003 г. — Мешитти) — село в Жетысайском районе Туркестанской области Казахстана. Входит в состав Ынтымакского сельского округа. Код КАТО — 514487600.

## Население
В 1999 году население аула составляло 1070 человек (533 мужчины и 537 женщин). По данным переписи 2009 года, в ауле проживал 1471 человек (727 мужчин и 744 женщины).